# حميد بن هلال
حميد بن هلال العدوي تابعي بصري ومُحدث من الثقات، روى له الجماعة.

## سيرته
حميد بن هلال بن هبيرة، ويقال: حميد بن سويد بن هبيرة العدوى، كنيته أبو نصر، سكن البصرة، عمل عند السلطان، مات في ولاية خالد بن عبد الله القسري على العراق. روى له الجماعة.

## روايته للحديث النبوي
- روى عن: الأحنف بن قيس، وأسير بن جابر، وأنس بن مالك، وبشر بن عاصم، وبشير بن كعب، وحجير بن الربيع، وخالد بن عُمَير، وذكوان أبي صالح السمان، وربعي بن حراش، وزهير بن حيان، وسعد بن هشام بن عامر الأَنْصارِيّ، وعبادة بن قرص، وعَبْد اللَّهِ بن الصامت، وعبد الله بن مطرف بن عَبد اللَّهِ بن الشخير، وعَبْد اللَّهِ بن مغفل المزني، وعبد الله بْن يزيد بن الأقنع الباهلي، وعبد الرحمن بن سمرة، وعبد الرحمن بْن قرط، وعبد الرحمن بن هلال العبسي، وعتبة بن غزوان والصحيح أن بينهما خالد بن عُمَير، وأبي الدهماء قرفة بن بهيس، ومسروق بن أوس، ومطرف بن عبد الله بن الشخير، ونصر بن عاصم الليثي الكناني، وهشام بن عامر، وهصان بن الكاهل، وأبي الأَحوص الجشمي، وأبي بردة بن أَبي موسى الأشعري، وأبي رافع الضائغ، وأبي رفاعة العدوي، وأبي قتادة العدوي.
- روى عنه: أيوب السختياني، جرير بن حازم، وحبيب بن الشهيد، وحجاج بن أَبي عثمان الصواف، وحماد بن سلمة، وخالد الحذاء، وسلم بن أَبي الذيال، وسليمان بن المغيرة، وسهل أسلم العدوي، وشعبة بن الحجاج، وصالح بن رستم أَبُو عامر الخزاز، وعاصم الأحول، وعبد الله بن بكر بن عَبد اللَّهِ المزني، وعبد الله بن عون، وأَبُو نعامة عَمْرو بن عيسى العدوي، وعَمْرو بن مرة، وغالب التمار، وقتادة بن دعامة، وقرة بن خالد ومُحَمَّد بن سليم أَبُو هلال الراسبي، ومنصور بن زاذان، ومطر الوراق، وهشام بن حسان، ويونس بن عبيد، ويونس بن أَبي فديك العبدي، وأبو حمزة البصري جار شعبة.[1]
- الجرح والتعديل: ذكره ابن حبان في كتاب الثقات، وثقة يحيى بن معين والنسائي ومحمد بن سعد البغدادي، وكان محمد بن سيرين لا يرضى حميد بن هلال لأنه دخل في عمل السلطان.[2]

قال ابن عدي: | حميد بن هلال | له أحاديث كثيرة، وقد حدث عنه الأئمة، وأحاديثه مستقيمة، والذي حكاه يحيى القطان أن محمد بن سيرين كان لا يرضاه لا أدري ما وجهه، فلعله كان لا يرضاه في معنى آخر ليس الحديث، فأما في الحديث فإنه لا بأس به، وبرواياته.[1] | حميد بن هلال |